# Уорд, Микки
Джордж Майкл «Микки» Уорд-младший (англ. George Michael "Micky" Ward, Jr.; 4 октября 1965, Лоуэлл) — профессиональный боксёр и бывший чемпион мира по версии WBU из Лоуэлла, штат Массачусетс. Также он широко известен как главный герой вышедшего в 2010 году художественного фильма «Боец» (англ. The Fighter), основанного на его карьере, как персонаж песни альбома «The Warrior’s Code» группы «Dropkick Murphys», и за его трилогию боёв с Артуро Гатти, попавшие в спортивный симулятор Fight Night Round 3.Также 1-й бой Гатти-Уорд многими авторитетными изданиями отмечен как один из лучших в истории профессионального бокса, благодаря чему Микки Уорд получил мировую известность.
Уорд был трёхкратным чемпионом Новой Англии в турнире по боксу «Золотые перчатки», и стал профессионалом в 1985 году, выиграв четырнадцать боев. Тем не менее, его карьера пошла под откос, и после четырёх последовательных поражений, в 1990 году Уорд взял в спорте паузу.

## Перерыв в выступлениях
Во время перерыва в профессиональной карьере Микки перенёс операцию на правой руке, с которой у него возникали проблемы в течение нескольких боев. При операции использовались некоторые из костей таза в целях укрепления кости в руке. Его сводный брат, бывший боксер Дикки Эклунд, боровшийся с наркоманией и только что освобожденный из тюрьмы по обвинениям в хранении наркотиков, был убежден, что Микки должен заняться спортом снова.

## Возвращение в большой спорт
Возвращение было успешным, Микки Уорд выиграл девять боев, и стал чемпионом в полусреднем весе. Он защитил пояс один раз, в матч-реванше против Луи Ведера. Уорд получил право на бой за титул чемпиона мира в полусреднем весе по версии IBF в 1997 году против Винса Филлипса, но не выиграл чемпионат, так как бой был остановлен в третьем раунде из-за рассечений, и Филлипс выиграл бой. Через год Уорд снова потерпел неудачу проиграв по очкам в 12-раундовом бою Забу Джуде.
В 2000 году Уорд отправился в Лондон на бой против Ши Нири за титул чемпиона мира в полусреднем весе по версии WBU. Уорд выиграл техническим нокаутом в 8 раунде. В 2001 году Микки Уорд победил в 10-раундовом бою Эмануэля Огастеса, эта встреча была признана боем года по версии журнала "The Ring ".

## Уорд против Гатти. Трилогия
Первый бой знаменитой трилогии между Гатти и Микки Уордом состоялся в мае 2002 года в Ункасвиле. В зрелищном бою Уорду присудили победу решением большинства. В ноябре 2002 года состоялся 2-й бой между Гатти и Уордом. На этот раз победу получил Гатти. В июне 2003 года состоялся 3-й бой. Гатти вновь был сильнее и победил по очкам. Все три боя были отмечены небывалой бескомпромиссностью, и вылились в яростную рубку с первой и до последней секунды. Первая и Третья их встречи были признаны боями года. Трилогия Гатти-Уорд, по праву признается одной из величайших трилогий в истории бокса.

## Личная жизнь
Микки Уорд рос трудным ребенком. Он жил в Лоуэлле, городе, где бокс был залогом выживания на улице. Трудолюбие Микки позволило ему преодолеть неудачи, плохой менеджмент, постоянные травмы рук и связанные с этим хронические боли, и вырваться из ловушки бедности и черновой работы, которые были в Лоуэлле обычным делом, и стать победителем турнира «Золотые Перчатки» среди юниоров в первом среднем весе. Уорд участвовал в уличных боях с ранних лет и всегда был среди своих противников неудачником. Но его невероятная способность повергать своих противников внезапным левым крюком доказывала обратное.
В 2005 году Микки Уорд женился на Шарлин Флеминг (англ. Charlene Fleming), и они жили с дочерью Микки от первого брака — Кэйси

## После завершения боксёрской карьеры
Уорд по-прежнему живёт в Лоуэлле, где он является совладельцем тренажерного зала, а также совладельцем открытого хоккейного катка.

## В популярной культуре
- История возвращения Микки и его восхождение к славе было показано в художественном фильме «Боец» (в роли Микки Уорда — Марк Уолберг).
- Микки Уорд изображён на обложке альбома «The Warrior’s Code» группы «Dropkick Murphys», также одна из песен альбома посвящена ему.
- Песня «Animal Rap» хип-хоп группы «Jedi Mind Tricks» имеет подзаголовок «Микки Уорд Mix».
- В спортивном симуляторе Fight Night Round 3 есть трилогия «исторических боёв» Микки с Артуро Гатти.
- Песня «Микки» группы ВИА «Дружный коллектив».